# ヴォラースハウゼン
ヴォラースハウゼン (ドイツ語: Wollershausen) は、ドイツ連邦共和国ニーダーザクセン州ゲッティンゲン郡に属す町村（以下、本項では便宜上「町」と記述する）で、ザムトゲマインデ・ギーボルデハウゼンを構成する町村の一つである。

## 地理
自治体としてのヴォラースハウゼンは、ヴォラースハウゼンとエルビンゲンの2つの集落からなり、ギーボルデハウゼンを本部所在地とするザムトゲマインデ・ギーボルデハウゼンに属している。ヴォラースハウゼンはハルツ山地の前山地方に位置し、南をアイヒスフェルト地方と接している。隣接するルームシュプリンゲで湧出したルーメ川（その水源池はヨーロッパ最大の水源池の一つである）が南の町境をなしている。

## 歴史
ヴォラースハウゼンは長い歴史を有している。それは地名学研究から推測される。ヴォラースハウゼンは、語尾に -hausen を有していることから中世初期、すなわち10世紀以前に建設されたと考えられるが、その創設初期の歴史について伝承は遺されていない。
Woldersshusenn村、すなわち騎士のディートリヒ・クラーヴェ・フォン・ヴォルダースフーゼン (Dietrich Clawe von Woldersshusenn) が初めて文献に記録されたのは1241年であった。1200年直後には、声望の高いオステローデ家一門の分家がヴォラースハウゼンにその拠点を移し、その騎士家が中世の習慣に則って、拠点とした村の名前を家名として転用したと考えられる。
ヴォルダースフーゼン家の統治は、1387年に一門のヘルマンがヴォラースハウゼンのマリエン教会に対する庇護権をペールデ修道院に寄贈したことで終結した。ペールデ修道院の修道士はその見返りとして一門のために代願の祈りとミサを執り行い、ヘルマン・フォン・ヴォルダースフーゼンとその一族の魂が煉獄の炎の前でも平静を保つよう祈った。
14世紀後期から1932年まで、ヴォラースハウゼンの歴史は、この集落の発展に重要な足跡を遺したミンニゲローデ家と分かちがたく結びついている。
ニーダーザクセン州の自治体再編に伴い、ヴォラースハウゼンは1973年1月1日にゲッティンゲン郡に編入された（それ以前はオステローデ・アム・ハルツ郡に属していた）。
ヴォラースハウゼンは1992年に750年祭を祝った。

## 行政

### 議会
ヴォラースハウゼンの町議会は7議席からなる。

### 紋章
図柄: 金地に、立ち上がり、赤い爪や舌で威嚇する黒いオオカミ。その右前肢に青く輝く釣り針を握っている。
オオカミはヴォルダースハウゼン家（ヴォルダースフーゼン家）の紋章に由来するものであり、地名の最初部分を踏まえた地口（オオカミ = Wolf は "Wol-" の音節と発音が似ている）になっている。
5つのギザギザがある釣り針はミンニゲローデ家の紋章に由来する。

## 文化と見所

### ヴォラースハウゼン城
1398年、グルーベンハーゲン公フリードリヒは、ヴォラースハウゼンのレーエンに関する累代のフェーデで公の利権が護られたことについて騎士のミンニゲローデ家に感謝の意を示している。ミンニゲローデ家は長年にわたってその居城であるボッケルンハーゲンのアラーブルク城（ヴォラースハウゼンの南東 13 km、1525年のドイツ農民戦争により破壊された）からこの村を行政上・経済上管理していた。彼らがヴォラースハウゼンに滞在する際には、おそらく13世紀の初めにヴォルダースフーゼン騎士家が建造した領主館を利用していた。ルーメ川下流にあったこの貴族の館は後に焼失した。
1601年にこの騎士領全域の唯一の所有者となったヨハン・フォン・ミンニゲローデ（1556年 - 1611年）はヴォラースハウゼンに定住した最初の領主となった。彼は1603年に、新たに豪華な領主館を建造した。この城は広い堀で囲まれ、その上にかけられた跳ね橋を通って城に出入りするようになっていた。石造りの地階とは対照的に、上階は木組み建築で建設され、南翼には小塔を伴う3つの張り出し部があった。
先述のヨハン・フォン・ミンニゲローデは1604年7月16日にドロテア・フォン・ハンシュタインと結婚した。この結婚に伴ってドロテアは少なからぬ財産を持参し、夫の建設計画が勢いづくことを支援した。ヨハンは聖マリエン教会を拡張し、1605年に牧師館を建設した。さらにヴォラースハウゼンの教会は、この気前の良い夫人のおかげで素晴らしい宝物を得ることができたのである。
1611年にヨハンが亡くなった後、ドロテア夫人とその3人の子供は1627年までこの領主館に住んだ。その後、三十年戦争の混乱を前にオステローデへ逃れた。ヴォラースハウゼンは、周辺の他の村と同様に戦争に苦しんだ。カトリック軍は、特に村での戦闘の最終週にこれを占領し、家畜や他のものを盗み、プロテスタント系住民を脅し、射殺し、あるいは冷酷に痛めつけた。最終的に一部が廃墟となった村には住民が居なくなり、農耕や牧畜は沈滞した。その後、甚大な被害を受けた村の再興が、オスターローデの宮廷の保護下で始まった。1647年、ハンス・フォン・ミンニゲローデは、母親のドロテアや兄弟の死後、ヴォラースハウゼンの遺領相続人として村に戻った。その後数年間村を留守にした後、1666年から復興が始まった。1676年にハンス・フォン・ミンニゲローデが亡くなり、その息子ゲオルク・フリードリヒも1677年にわずか27歳で後を追い、ほぼ300年間にわたったこの一門の直接相続が断絶した。
長く続いた（21年間）相続争いの後、ヨハンの兄弟、ハンス・カスパー・フォン・ミンニゲローデの曾孫にあたるルートヴィヒ・フォン・ミンニゲローデが対抗者と和解し、ヴォラースハウゼンの所領を手に入れた。この間に城は激しく荒廃し、そのため新たな所有者は、現在のメインストリート沿いの高台にあった古い騎士の館を取り壊した。ルートヴィヒはこれに替えて、1732年から1735年に、そのやや南側の湿地に現在の水城を建設した。土台を安定にするために大きな木の柱が打ち込まれ、このため新しい建物は膨大な建築費を要した。この水城は、その後の世紀を簡素な美しさや優雅さを損なうことなく切り抜けた。ミンニゲローデ家一門の末裔は存続し、1932年にその広大な土地や財産を他人の手に渡り、現在も元来の堂々とした印象を呈している。
この建物は少年保護補導施設として利用された後、やがて大部分が空になり、売りに出されている。

### 聖マリエン教会
かつての "Woldershusen" の礼拝堂は、1387年に初めて文献に記録されている。ヴォルダースフーゼン騎士家一門はペールデ修道院にヴォラースハウゼン礼拝堂の庇護権を寄贈した。この礼拝堂は聖母マリアに捧げられた。1398年にミンニゲローデ家がこの庇護権を引き受けた（1934年まで）。宗教改革の時代、アイヒスフェルトのルーメ川南部地区がグルーベンハーゲン司教区に属していたのに対して、1533年から1543年の間にプロテスタントの信仰が流布した。
1610年から1611年にヨハン・フォン・ミンニゲローデの下で内陣室が造営され、その地下に廟所が設けられた。この他に木製格天井が華麗な絵画とともに設えられており、この種のものとして珍しい芸術作品である。その後この教会はさらに芸術作品で飾られていった。
古い部分はゴシック時代のものが遺されている祭壇には東方三博士のイエス礼拝が描かれている。1614年の銘は、ドロテア・フォン・ミンニゲローデをパトロンとしてその名を記している。
ルネサンス様式の彩色された木製の説教壇は、ハンス・ツィンマーマン・フォン・リヒテンフェルス（フランケン）により1619年に建造された。説教壇の多角形の台座中央には世界の王としてのイエスが4人の福音史家によって額に入れられた形で描かれている。
ドロテア・フォン・ミンニゲローデは、1611年に亡くなった夫ヨハン・フォン・ミンニゲローデのために1616年にイタリアの黒大理石と白いアラバスターで造られた墓碑（エピタフ）を内陣室左壁に設置した。
三十年戦争は建設工事の継続を阻んだ。1675年からやっと息子のハンス・フォン・ミンニゲローデによって、後には子孫のゲオルク・フリードリヒ・フォン・ミンニゲローデによって工事が継続されることになった。荒石によって中堂と塔が建設された。塔の下のヴォールトはこの一族の新しい廟所として建設され、1802年までその目的に使われた。やがて墓所の遺骨は移し替えられた。内陣の右壁には、この教会が完成したときの当主ゲオルク・フリードリヒ・フォン・ミンニゲローデの紋章が配置されている。
祭壇室に浮かぶ1730年の洗礼の天使（バロック様式）も目を惹く。壮麗な2段手鍵盤のオルガンは1851年にヘルツベルクのオルガン製作者ヨハン A. エンゲルハルトによって製作されたもので、2000年に完全に解体修理された。祭壇の上飾り、説教壇、洗礼の天使も2001年に修理された。

## 経済と社会資本

### 交通
ヴォラースハウゼンはいくつかの州道で、ゲッティンゲンからハルツベルク・アム・ハルツへの連邦道B27号線や、ノルトハイムからドゥーダーシュタットへの連邦道B247号線に接続する。

## 引用
1. ↑  Landesamt für Statistik Niedersachsen, LSN-Online Regionaldatenbank, Tabelle A100001G: Fortschreibung des Bevölkerungsstandes, Stand 31. Dezember 2023